# Ander Herrera
Ander Herrera Agüera (ur. 14 sierpnia 1989 w Bilbao) – hiszpański piłkarz występujący na pozycji pomocnika.

## Kariera klubowa
Herrera rozpoczął swoją karierę w Realu Saragossa, gdzie przeszedł przez wszystkie szczeble kariery młodzieżowej. W sezonie 2008/09 zadebiutował w barwach pierwszego zespołu i do końca rozgrywek wystąpił w sumie w 19 spotkaniach, pomagając klubowi w powrocie do ekstraklasy. 29 sierpnia 2009 roku rozegrał pierwszy mecz w najwyżej klasie rozgrywkowej, zaś Saragossa wygrała 1:0 z CD Tenerife. W sezonie 2009/10 Herrera na stałe wszedł do podstawowego składu i stał się jednym z najczęściej eksploatowanych zawodników. Pierwszą bramkę w ekstraklasie zdobył 6 grudnia 2009 roku w przegranym 1:4 meczu z Mallorcą. W trakcie kolejnych rozgrywek Herrera nadal był podstawowym graczem, zarówno pod wodzą José Aurelio Gaya, jak i jego następcy Javiera Aguirre.
7 lutego 2011 roku ustalił warunki pięcioletniego kontraktu z Athletic Bilbao, do którego to klubu którego przeszedł oficjalnie 1 lipca. W nowych barwach Herrera zadebiutował 18 sierpnia 2011 roku w zremisowanym 0:0 meczu eliminacyjnym Ligi Europy z tureckim Trabzonsporem. W swoim pierwszym sezonie w nowym klubie rozegrał w sumie 54 oficjalne spotkania, zdobył cztery gole, zaś Athletic doszedł do finałów dwóch rozgrywek, Pucharu Króla oraz Ligi Europy.
26 czerwca 2014 Herrera podpisał czteroletni kontrakt z angielskim Manchesterem United. W Premier League zadebiutował 16 sierpnia 2014 w przegranym 1:2 meczu przeciwko Swansea, w 67 minucie spotkania został zmieniony przez Marouana Fellainiego. Swoją pierwszą bramkę dla Manchesteru United zdobył 14 września 2014 roku w wygranym 4:0 meczu przeciwko QPR. 11 maja 2019 Manchester United za pośrednictwem oficjalnej strony internetowej zakomunikował, że 30 czerwca 2019 Ander Herrera zostanie wolnym piłkarzem. Z kolei 4 lipca 2019 klub Paris Saint-Germain zakomunikowało podpisanie z zawodnikiem pięcioletnią umowę. Do końca 2019 roku w nowym zespole rozegrał 6 ligowych meczów, notując w nich jedną asystę. W sierpniu 2022 został wypożyczony do Athletic Bilbao.

## Kariera reprezentacyjna
W 2011 roku Herrera znalazł się w składzie reprezentacji Hiszpanii do lat 21 powołanej przez Luisa Millę na młodzieżowe Mistrzostwa Europy. 12 czerwca w meczu otwarcia z Anglią zdobył kontrowersyjną bramkę, która zapewniła Hiszpanii remis 1:1. W meczu finałowym tego turnieju ze Szwajcarią Herrera także strzelił gola, a Hiszpania wygrała 2:0. W dorosłej kadrze zadebiutował 15 listopada 2016 w zremisowanym 2:2 meczu z Anglią.

## Statystyki kariery
(aktualne na dzień 21 maja 2022)
| Klub                | Sezon              | Liga               | Liga  | Liga   | Puchar kraju | Puchar kraju | Puchar ligi | Puchar ligi | Europa | Europa | Inne  | Inne   | Suma  | Suma   |
| Klub                | Sezon              | Liga               | Mecze | Bramki | Mecze        | Bramki       | Mecze       | Bramki      | Mecze  | Bramki | Mecze | Bramki | Mecze | Bramki |
| ------------------- | ------------------ | ------------------ | ----- | ------ | ------------ | ------------ | ----------- | ----------- | ------ | ------ | ----- | ------ | ----- | ------ |
| Real Saragossa      | 2008/09            | Segunda División   | 19    | 2      | 0            | 0            | –           | –           | –      | –      | –     | –      | 19    | 2      |
| Real Saragossa      | 2009/10            | Primera División   | 30    | 2      | 2            | 0            | –           | –           | –      | –      | –     | –      | 32    | 2      |
| Real Saragossa      | 2010/11            | Primera División   | 33    | 2      | 2            | 0            | –           | –           | –      | –      | –     | –      | 35    | 2      |
| Athletic Bilbao     | 2011/12            | Primera División   | 32    | 1      | 9            | 2            | –           | –           | 13     | 1      | –     | –      | 54    | 4      |
| Athletic Bilbao     | 2012/13            | Primera División   | 29    | 1      | 2            | 0            | –           | –           | 4      | 1      | –     | –      | 35    | 2      |
| Athletic Bilbao     | 2013/14            | Primera División   | 33    | 5      | 6            | 0            | –           | –           | –      | –      | –     | –      | 39    | 5      |
| Manchester United   | 2014/15            | Premier League     | 26    | 6      | 5            | 2            | 0           | 0           | –      | –      | –     | –      | 31    | 8      |
| Manchester United   | 2015/16            | Premier League     | 27    | 3      | 6            | 0            | 1           | 0           | 7      | 2      | –     | –      | 41    | 5      |
| Manchester United   | 2016/17            | Premier League     | 31    | 1      | 3            | 0            | 6           | 1           | 9      | 0      | 1     | 0      | 50    | 2      |
| Manchester United   | 2017/18            | Premier League     | 26    | 0      | 4            | 2            | 2           | 0           | 6      | 0      | 1     | 0      | 39    | 2      |
| Manchester United   | 2018/19            | Premier League     | 22    | 2      | 3            | 1            | 1           | 0           | 2      | 0      | –     | –      | 28    | 3      |
| Paris Saint-Germain | 2019/20            | Ligue 1            | 8     | 1      | 4            | 0            | 3           | 0           | 6      | 0      | 1     | 0      | 22    | 1      |
| Paris Saint-Germain | 2020/21            | Ligue 1            | 31    | 1      | 3            | 0            | –           | –           | 10     | 0      | 1     | 0      | 45    | 1      |
| Paris Saint-Germain | 2021/22            | Ligue 1            | 17    | 3      | 2            | 0            | –           | –           | 6      | 1      | 1     | 0      | 28    | 4      |
| Ogólnie w karierze  | Ogólnie w karierze | Ogólnie w karierze | 364   | 30     | 51           | 7            | 13          | 1           | 63     | 5      | 5     | 0      | 498   | 43     |

## Sukcesy

### Manchester United
- Puchar Anglii (1): 2015/2016
- Tarcza Wspólnoty (1): 2016
- Puchar Ligi (1): 2016/2017
- Liga Europy (1): 2016/2017

### PSG
- Ligue 1 (1): 2019/2020
- Puchar Francji (2): 2019/2020, 2020/2021
- Puchar Ligi Francuskiej (1): 2019/2020
- Superpuchar Francji (2): 2019, 2020

### Hiszpania
- Igrzyska śródziemnomorskie (1): 2009
- Mistrzostwo Europy do lat 21 (1): 2011

## Życie osobiste
Ojciec Herrery, Pedro, także był piłkarzem. Występował m.in. w Realu Saragossa, w którego barwach rozegrał 155 spotkań i zdobył 18 bramek. Pełnił tam także rolę dyrektora generalnego.